# Racopilum francii
Racopilum francii är en bladmossart som beskrevs av Thériot 1921. Racopilum francii ingår i släktet Racopilum och familjen Racopilaceae. Inga underarter finns listade i Catalogue of Life.